# Улица Небесной Сотни (Полтава)
Улица Небесной сотни (укр. Вулиця Небесної Сотнi, до 2016 — Ленина) — одна из центральных улиц города Полтавы. Её пересекают Гагарина, Воскресенский спуск, Первомайский переулок, улицы Анатолия Кукобы, Мира и бульвар Богдана Хмельницкого. Также к улице примыкает Студенческий парк.
Улица проложена через Мазуровский Яр, по которому проходила дорога от Мазуровских ворот Полтавской крепости на Подол. Называлась Мало-Петровской (до площади Конституции), Ново-Николаевской (на отрезке до современной улицы Анатолия Кукобы) и далее — Рождественской. Ряд застройки над оврагом напротив усадьбы краеведческого музея называлась Николаевским бульваром. Улица завершалась Конно-Ярмарочной площадью на берегу реки Ворсклы.

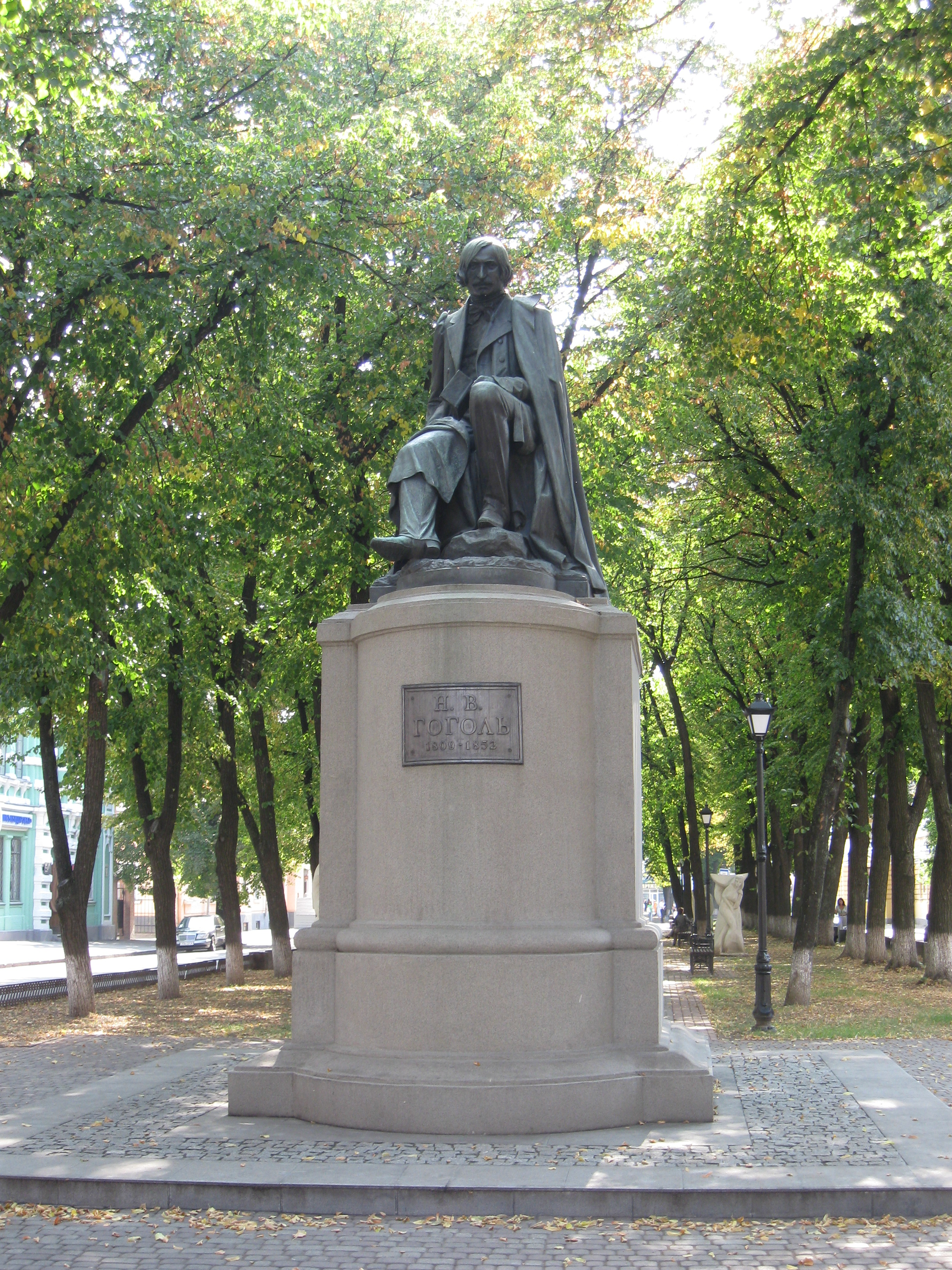
Памятник Гоголю в Полтаве

На пересечении улицы Небесной сотни с улицей Котляревского установлен памятник Ивану Котляревскому (1903), на пересечении с улицей Гоголя — памятник Николаю Гоголю (1934), на площади Конституции — был памятник Владимиру Ленину (1960—2014, снесён 21-го февраля), напротив — здание областной научной библиотеки.
Сегодня улица Небесной сотни — одна из важнейших транспортных магистралей Полтавы. Её восточный отрезок застроен домами усадебного типа, но сейчас этот участок по плану городских властей застраивается новыми домами. Западный участок от площади Конституции застроен трёх- и пятиэтажными зданиями исторической и послевоенной постройки. В нижних этажах этих зданий расположены магазины и кафе.
В 1971 году на фасаде Полтавской духовной семинарии (№ 8/20) открыта мемориальная доска памяти украинского капельмейстера и композитора Гордея Гладкого (1849—1894).